# Arrow Flash
Arrow Flash är ett sidscrollande shoot 'em up-datorspel utvecklat och utgivet av Sega till Sega Mega Drive 1990.
Spelaren kontrollerar ett rymdskepp som kan styras både horisontellt och vertikalt. Man slåss mot diverse fiender och bossar under de olika nivåerna. Emellanåt kan man också hitta uppgraderingar och förbättrade vapen.